# أتسوغة كارولينية
أتسوغة كارولينية (الاسم العلمي: Tsuga caroliniana) هي نوع من النباتات يتبع جنس الأتسوغة من فصيلة الصنوبرية.